# Туса
Туса (рум. Tusa) — село у повіті Селаж в Румунії. Входить до складу комуни Сиг.
Село розташоване на відстані 387 км на північний захід від Бухареста, 25 км на південний захід від Залеу, 69 км на північний захід від Клуж-Напоки.

## Населення
За даними перепису населення 2002 року у селі проживали 810 осіб.
Національний склад населення села:
| Національність | Кількість осіб | Відсоток |
| -------------- | -------------- | -------- |
| румуни         | 713            | 88,0%    |
| словаки        | 96             | 11,9%    |

Рідною мовою назвали:
| Мова      | Кількість осіб | Відсоток |
| --------- | -------------- | -------- |
| румунська | 713            | 88,0%    |
| словацька | 96             | 11,9%    |